# 美術評論家
美術評論家（びじゅつひょうろんか）は、美術について評論する評論家のこと。専門分野により、建築評論家、写真評論家などの言い方もされる。
美術評論家または批評家の一般的な評論は、アートの視覚分野に関しておこなわれる。
美術館の学芸員、キュレーター、大学等の教育・研究機関の教官・研究員（教授・助教授・講師など）、雑誌等編集者と兼務している場合も多いが、フリーで美術評論家だけをしている場合もある（元学芸員の場合等、もともとは美術関係の他の肩書きを持っていた者が、退職等でその肩書きを失った後に美術評論家と呼ばれるケースも含む）。主として、雑誌記事や書籍の執筆、講演会開催、テレビやラジオへの出演、美術展の企画等が、その仕事である。
評論家の呼び方には明確な境界や区別はなく、1人の人間に対して、時と場合により異なる呼び方が使われることがある。

## 著名な美術評論家
- シャルル・ボードレール
- クレメント・グリーンバーグ
- ロザリンド・クラウス
- マイケル・フリード
- アーサー・ダントー
- ハル・フォスター
- ニコラ・ブリオー
- エミール・マール
- クレア・ビショップ

## 日本の美術批評
あ
- 青山二郎
- 粟田大輔
- 石子順造

い
- 市原研太郎
- 巖谷國士

お
- 岡崎乾二郎
- 小田原のどか

か
- 笠原美智子

く
- 暮沢剛巳

さ
- 椹木野衣[3]
- 沢山遼

し
- gnck
- 白川昌生
- 神野真吾

せ
- 瀬木慎一
- 杉田敦

た
- 高島直之
- 瀧口修造
- 多木浩二
- 瀧悌三

つ
- 土屋誠一

と
- 東野芳明

な
- 中尾拓哉
- 成相肇
- 中原佑介

は
- 長谷川新
- 秦秀雄
- 林卓行
- 針生一郎[4]

ひ
- 平倉圭

ふ
- 福尾匠
- 福住廉
- 布施英利

ほ
- 星野太

ま
- 丸尾彰三郎
- 宮川淳

や
- 柳宗悦[5]
- 山田五郎[6]
- 山本浩貴

よ 
- 横山勝彦